# Infocom
Infocom va ser una empresa estatunidenca de programari, amb seu a Cambridge (Massachusetts), que va produir nombroses obres de ficció interactiva. També van produir una notable aplicació de negocis, una base de dades relacional anomenada Cornerstone. Infocom va ser fundada el 22 de juny de 1979 pel personal del Massachusetts Institute of Technology i estudiants liderats per Dave Lebling, Marc Blank, Albert Vezza i Joel Berezo i va durar com a empresa independent fins a 1986 quan va ser comprada per Activision. Activision finalment va tancar la divisió Infocom el 1989, encara que es van llançar alguns títols a la dècada del 1990 sota la marca «Zork» d'Infocom.